# أولاد امبارك (معتركة)
أولاد امبارك هي إحدى مشيخات المملكة المغربية، تتبع جغرافيا لإقليم فكيك وإداريًا لمعتركة. يقدر عدد سكانها بـ 25971 نسمة حسب الإحصاء الرسمي للسكان والسكنى لسنة 2004.